# Roberto Bocaleri
Roberto Bocareli Silva, mais conhecido como Bé (Campina Grande, 26 de outubro de 1942) é um ex-futebolista brasileiro, que atuava como atacante.

## Carreira
Bé é filho de uma brasileira com um italiano de Gênova, ex-lutador de luta livre, de quem herdou o sobrenome Bocareli.
Bé despontou no Treze Futebol Clube em 1960 e rapidamente, em menos de um ano, foi negociado ao Sport Recife, ainda no decorrer do ano de 1960, ficando por pouco tempo na Ilha do Retiro.
Após passar pelo Sport Recife chegou ao Santos em 1962. Esteve em Lisboa quando o Santos goleou o Benfica por 5 a 2, sagrando-se Campeão Mundial Interclubes no ano de 1962.
Na equipe santista teve poucas chances, tendo sido reserva de Pagão e Coutinho no período em que atuou no clube. Jogou 31 partidas e marcou 6 gols.
Após um empréstimo ao Olaria, se transferiu ao Sporting em agosto de 1963, por 6 milhões de cruzeiros. Nas três temporadas pelo clube, fez 11 jogos oficiais e marcou 8 gols.
Em 2017, passou a viver no asilo da Sociedade São Vicente de Paulo.

### Títulos
Santos
- Campeonato Paulista: 1961, 1962[7][8]

- Copa Intercontinental: 1962

Sporting
- Taça de Portugal: 1962–63

- Taça das Taças da UEFA: 1963–64